# 萬祥里
萬祥里為台灣台北市文山區轄下一里。

## 沿革
台灣清治末期本地劃歸文山堡萬盛庄管轄。直至日治時期，於1901年改隸臺北州文山郡深坑廳。
戰後，1974年由萬隆里劃出新設，並定名萬祥里。1981年因人口激增，劃出部份鄰里增設萬有里；1990年台北市行政區域調整，將萬瑞里部分區域劃入本里，改制為文山區萬祥里迄今。

## 里界
- 東至：以景明街與萬有里為鄰
- 西至：以羅斯福路五段與萬隆里為界
- 南至：以景明街與萬有里為鄰
- 北至：以興隆路一段與萬盛里毗鄰